# Habenaria lefebureana
Habenaria lefebureana är en orkidéart som först beskrevs av Achille Richard, och fick sitt nu gällande namn av Théophile Alexis Durand och Schinz. Habenaria lefebureana ingår i släktet Habenaria och familjen orkidéer. Inga underarter finns listade i Catalogue of Life.